# Hans Eppstein
Hans Eppstein   (Mannheim, 25 de febrer de 1911 - 4 de setembre de 2008) va ser un ciutadà suec d'origen alemany i musicòleg, professor de música i pianista germano-suec.

## Antecedents familiars
Hans Eppstein provenia d'una família jueva. Els seus pares eren el banquer Oscar Eppstein (* 1873 a Gemünden a Renània - † 1964 a Haifa) i la seva dona Lili (* 1879 com a Lili Behr a Karlsruhe - † 1968 a Haifa). A més de Hans, la parella tenia altres tres fills que, com els seus pares, van poder escapar de la persecució durant el Tercer Reich emigrant a Palestina:
- Walter, * 1905 a Mannheim, auditor de bancs, va emigrar a Palestina el 1934;
- Ilse (casat amb Wreschner), * 1908 a Mannheim, cap al 1935 va emigrar a Palestina, † 1965 a Haifa;
- Eugen, * 1917 a Mannheim, 1935 va emigrar a Palestina.

## Formació
Una conversa realitzada per Benjamin Teitelbaum el juliol del 2006 amb Hans Eppstein dona una bona impressió de la socialització musical primerenca d'Eppstein a casa dels seus pares. Explica les lliçons de música antiga de la seva mare, que havia estudiat ella mateixa la música, els primers experiments de música de cambra amb el pare que tocava el violí i la música amb la seva mare vocal que va començar als cinc o sis anys. L'harmònica, el piano i els instruments de corda li eren familiars des de la primera infància.
Hans Eppstein va assistir a l'escola primària a Mannheim i després va estudiar a partir de 1929 amb Max Sinzheimer a Mannheim i amb Julius Weismann i Wilibald Gurlitt el piano i teoria musical a Friburg. A Karlsruhe va aprovar l'examen com a professor privat de música el 1931. Més formatiu per a ell, però, va ser probablement els estudis paral·lels amb Heinrich Besseler a Heidelberg, que també li havia donat el seu tema de dissertació sobre Nicolas Gombert.
Hans Eppstein, que provenia d'una família en la qual ser jueu no tenia un paper important, va ser, però, membre de l'associació de camarades viatgers germano-jueus del 1922 al 1930. Però fins i tot això no va conduir al desenvolupament d'una identitat jueva més forta. "Mai no vaig estar orgullós de ser jueu, però tampoc no em vaig avergonyir mai. Sóc el què sóc. Recordo que la meva mare ens va dir que de petita ens sentíem orgullosos de ser jueus, però el nostre pare mai no va dir res semblant. No ho vaig entendre. Érem jueus, això és tot. Res d'on estar orgullós, però tampoc el contrari, i així em sento encara avui."
Tot i això, no només la seva religió jueva va impedir-li acabar els estudis a Heidelberg. "La raó de la cancel·lació de la matrícula no era només el fet que Eppstein era un Jueu, sinó que també havia participat en l'Associació d'Estudiants Vermell i va ser membre del Partit Comunista." Hans Eppstein es va traslladar a Berna, on el 1934 amb Ernst Kurth i amb el la dissertació va començar a Heidelberg sobre "Nicolas Gombert com a compositor de motets."

## Els anys caputxins d'Eppstein
Després de doctorar-se, Hans Eppstein va tornar a Alemanya i es va convertir en professor de música a l'escola jueva infantil i rural de Caputh. No és clar com va passar això, però sembla que aquest pas està relacionat amb la seva futura esposa.
Excursus: Lilli Lipsky
Lilli Lipsky (nascuda el 7 d'abril de 1909 a Andernach - † el 15 de març de 2006 a Danderyd) també provenia d'una família jueva i, després de graduar-se a l'escola secundària el 1932, va fer l'examen de professora de piano. Ja com estudiant va tenir diverses vegades per Gertrud vacances conduït convalescència dels nens a casa el Zion Lodge UOBB a Norderney estat, i probablement abans d'hora a causa d'aquest coneixement li havia Gertrud Holiday ofert un treball com a professora de música després d'ells a Caputhva va fundar la casa escolar infantil i rural. Lilli Lipsky va preferir traslladar-se a Suècia ja el 1933 i, en canvi, va suggerir a Hans Eppstein la posició que li anava destinada. No se sap com es van conèixer Lilli Lipsky i Hans Eppstein.
El 1936 Lilli Lipsky va tornar a Alemanya des de Suècia per casar-se amb Hans Eppstein. Poc després del matrimoni, tots dos van emigrar a Suècia. Després d'emigrar, Lilli Eppstein va treballar com a professora de piano fins al 1965 i, segons Röder/Strauss, era estudiant de postgrau a la Universitat d'Estocolm. I pel que sembla, també era una bona amiga de Lise Meitner, tal com informa Ruth Lewin Sime: "Lilli Eppstein, Danderyd, Suècia, va fer que l'experiència sueca de Meitner fos accessible per a mi, amb els seus astuts records de la personalitat de Meitner i dels seus amics a Suècia; m'ha permès generosament citar de la seva correspondència privada amb Meitner".
Professor de música Eppstein
A mitjan anys setanta, Hans Eppstein va pronunciar una breu conferència sobre els seus records del seu pas per Caputh entre 1934 i 1936 en una reunió d'ex-alumnes amb el títol Musik in Caputh. Informa de les seves pròpies dificultats, com a professor que no ha estat format com a músic escolar, havent d'ensenyar als nens, però també de les circumstàncies de l'època que exigien especialment les lliçons de música. Els professors particulars que imparteixen classes de música solen tractar amb nens altament motivats, però, com a músic de l'escola, sovint s'havia de posar d'acord amb nens que, per motius personals o polítics, eren hostils a les classes de música. Molts nens ja havien après que Alemanya els era hostil, per això rebutjaven tot l'alemany i emfatitzaven ser jueus, també en la música. Van demanar cançons jueves o hebrees, que al seu torn eren completament alienes al seu professor de música. Eppstein va informar que estava sobre la seva corda fluixa, Així, a més de l'òpera infantil de Paul Hindemith We Build a City, els «moviments de dansa i› estrictes ‹peces de Bach com sonates classiques, preludis i mazurques de Chopin, intermezzi de Brahms, petites peces de Debussy i Bartók" d'Eppstein van entrar a Eppstein Lliçons de música i vida escolar quotidiana a Caputh. Perquè: a Caputh, la música no era només material d'aprenentatge a l'aula, sinó que també formava part de la vida quotidiana. Eppstein discuteix sobre la música quotidiana del matí, on es feia una petita peça musical abans de l'esmorzar, o sobre el cant comunitari de la nit, on les cançons hebrees s'alternen amb els cànons alemanys. I hi va haver les grans representacions, acompanyaments musicals per a representacions teatrals, per exemple. Per ell mateix resumeix: "Aquest Caputh, va ser una digna vinyeta final dels anys alemanys, un oasi enmig d'un entorn malvat i boig, en què hi havia, per descomptat, tot tipus de coses desagradables, però sobretot bona voluntat, amabilitat, llibertat intel·lectual i intercanvi espiritual".

## Suècia
Com ja s'ha esmentat, l'emigració a Suècia va ser precedida pel matrimoni amb Lilli Lipsky. Hans Eppstein va viatjar a Suècia amb visat de turista l'octubre de 1936 i el seu fill Peter Heinrich va néixer a Stocksund, prop d'Estocolm, el 1937. El 1939, a Eppstein se li va revocar la ciutadania alemanya, de manera que a partir de llavors va ser considerat apàtrida; El 1947 va rebre la ciutadania sueca.
Poc se sap sobre la carrera professional d'Eppstein durant els primers anys del seu exili a Suècia. L'abril de 1939 va actuar amb la seva dona Lilli en un concert de l'Estocolm "Emigrant Self-Help". El grup d'autoajuda havia estat fundat un any abans per Ernst Emsheimer entre d'altres per poder donar suport pràctic als refugiats alemanys a l'exili. Esdeveniments culturals com aquest van oferir una bona oportunitat per posar-se en contacte amb persones amb problemes similars. Benjamin Teitelbaum informa que va treballar com a professor independent de piano i composició a Estocolm als anys quaranta.
Va ser només cap al final d'aquesta dècada que va aparèixer una carrera professional més segura. El 1948 va treballar per al diccionari de música "Tonkonsten.Internationellt musiklexikon" i va ser el seu editor principal del 1953 al 1957. També el 1948 va ser elegit membre de la junta de l'Associació de Professors de Piano de Suècia i va ocupar aquest càrrec durant els propers cinc anys. Del 1957 al 1963 va dirigir el departament de música a "Framnäs Folkhögskola", un centre d'educació d'adults a Öjebyn, prop de Piteå, al nord de Suècia.
El 1965 Hans Eppstein va començar la seva carrera acadèmica. Va ser professor d'història de la música i teoria formal al Conservatori de Música de Göteborg i es va doctorar a la Universitat d'Uppsala el 1966 amb una tesi sobre Bach. Després d'acabar el doctorat, va treballar com a professor a l'Institut Musicològic de la Universitat d'Uppsala fins al 1977. "En aquest moment a tot tardar, Eppstein es va establir en la musicologia sueca."

A més de les seves activitats docents, Hans Eppstein va ser el principal editor d'"Edition Monumente Musicae Svecicae" del 1972 al 1986 i va publicar altres edicions musicològiques, inclosa per a la Societat Sueca d'Investigació Musical, de la qual va ser membre de la junta directiva del 1975 al 1987. Des de 1979 Hans Eppstein va ser membre de la Reial Acadèmia Musical de Suècia. El 1985 va ser distingit amb una medalla pel seu compromís amb l'art i la música.

## Serveis
Friedhelm Krummacher va donar una visió general de l'obra de Hans Eppstein, que també incloïa textos d'acompanyament per a discos i CD posteriors, a la seva necrològica del 2009:
| « | <"Una monografia anterior de Brahms (1948) va ser seguida el 1972 pel seu llibre Heinrich Schütz (alemany, 1975), que va intentar de nou transmetre les seves pròpies idees i nous resultats de la investigació a un públic més ampli. Els seus estudis de Bach van establir els punts de referència, que es basaven en criteris estilístics analítics i també en els resultats de la cronologia fonològica. Va completar les seves investigacions amb nombrosos assajos, va ser un convidat benvingut als congressos de Bach (més recentment el 2000) i el fet que se li donés el capítol sobre obres en solitari i de conjunt en el manual de Bach (1999) és la prova del seu reconeixement. A més de moltes contribucions menors, el seu ampli horitzó es mostra en nombrosos assajos relacionats amb Mozart com Beethoven, dirigit a Mendelssohn i Brahms i també va mirar música nova de Hindemith o Ligeti. A més, treballs de músics suecs com J. M. Kraus, H. Ph. Johnson o la senyora Berwald van trobar el seu interès i, a més, hi havia gairebé 20 edicions científiques i pràctiques, de les quals cal destacar importants volums en les edicions completes de les obres de Bach i Berwald. En les publicacions i en l'ensenyament, va saber combinar els seus coneixements analítics amb aspectes de la història de les idees, i la llarga sèrie de les seves ressenyes de llibres actuals demostra l'atenció amb què va seguir la investigació alemanya."> | » |

## Obres
Per a més obres de Hans Eppstein i sobre ell, vegeu:
- Literatura de Hans Eppstein i sobre ell al catàleg de la Biblioteca Nacional Alemanya
- Literatura de i sobre Hans Eppstein a la base de dades bibliogràfica WorldCat

Dissertacions
- Nicolas Gombert com a compositor de motets, Dissertació Filosòfica de Berna, Würzburg, 1935.
- Estudis sobre les sonates de JS Bach per a un instrument de melodia i clavicèmbal obligatori, dissertació, Göteborg, 1966